# Gran Premio de San Marino de Motociclismo de 2015
El Gran Premio de San Marino de Motociclismo de 2015 (oficialmente GP TIM di San Marino e della Riviera di Rimini) fue la decimotercera prueba del Campeonato del Mundo de Motociclismo de 2015. Tuvo lugar en el fin de semana del 11 al 13 de septiembre de 2015 en el Misano World Circuit Marco Simoncelli, situado en la comuna de Misano Adriatico, región de Emilia-Romaña, Italia.
La carrera de MotoGP fue ganada por Marc Márquez, seguido de Bradley Smith y Scott Redding. Johann Zarco fue el ganador de la prueba de Moto2, por delante de Esteve Rabat y Takaaki Nakagami. La carrera de Moto3 fue ganada por Enea Bastianini, Miguel Oliveira fue segundo y Niccolò Antonelli tercero.

## Resultados

### Resultados MotoGP
| Pos.    | N.º | Piloto           | Constructor    | Vueltas | Tiempo          | Parrilla | Puntos |
| ------- | --- | ---------------- | -------------- | ------- | --------------- | -------- | ------ |
| 1       | 93  | Marc Márquez     | Honda          | 28      | 48:23.819       | 2        | 25     |
| 2       | 38  | Bradley Smith    | Yamaha         | 28      | +7.288          | 6        | 20     |
| 3       | 45  | Scott Redding    | Honda          | 28      | +18.793         | 13       | 16     |
| 4       | 76  | Loris Baz        | Yamaha Forward | 28      | +26.427         | 16       | 13     |
| 5       | 46  | Valentino Rossi  | Yamaha         | 28      | +33.196         | 3        | 11     |
| 6       | 9   | Danilo Petrucci  | Ducati         | 28      | +35.087         | 9        | 10     |
| 7       | 29  | Andrea Iannone   | Ducati         | 28      | +36.527         | 7        | 9      |
| 8       | 4   | Andrea Dovizioso | Ducati         | 28      | +37.434         | 8        | 8      |
| 9       | 26  | Dani Pedrosa     | Honda          | 28      | +39.516         | 4        | 7      |
| 10      | 41  | Aleix Espargaró  | Suzuki         | 28      | +39.692         | 10       | 6      |
| 11      | 35  | Cal Crutchlow    | Honda          | 28      | +41.995         | 11       | 5      |
| 12      | 43  | Jack Miller      | Honda          | 28      | +46.075         | 17       | 4      |
| 13      | 63  | Mike Di Meglio   | Ducati         | 28      | +48.381         | 22       | 3      |
| 14      | 25  | Maverick Viñales | Suzuki         | 28      | +52.325         | 14       | 2      |
| 15      | 19  | Álvaro Bautista  | Aprilia        | 28      | +53.348         | 20       | 1      |
| 16      | 6   | Stefan Bradl     | Aprilia        | 28      | +58.828         | 19       |        |
| 17      | 69  | Nicky Hayden     | Honda          | 28      | +1:02.649       | 23       |        |
| 18      | 8   | Héctor Barberá   | Ducati         | 28      | +1:04.768       | 18       |        |
| 19      | 50  | Eugene Laverty   | Honda          | 28      | +1:05.677       | 21       |        |
| 20      | 71  | Claudio Corti    | Yamaha Forward | 27      | +1 vuelta       | 24       |        |
| 21      | 17  | Karel Abraham    | Honda          | 27      | +1 vuelta       | 25       |        |
| Ret     | 44  | Pol Espargaró    | Yamaha         | 26      | Fallo eléctrico | 12       |        |
| Ret     | 99  | Jorge Lorenzo    | Yamaha         | 20      | Caída           | 1        |        |
| Ret     | 68  | Yonny Hernández  | Ducati         | 9       | Caída           | 15       |        |
| Ret     | 15  | Alex de Angelis  | ART            | 9       | Caída           | 26       |        |
| Ret     | 51  | Michele Pirro    | Ducati         | 9       | Retirado        | 5        |        |
| Fuente: |     |                  |                |         |                 |          |        |

### Resultados Moto2
| Pos.    | N.º | Piloto              | Constructor | Vueltas | Tiempo        | Parrilla | Puntos |
| ------- | --- | ------------------- | ----------- | ------- | ------------- | -------- | ------ |
| 1       | 5   | Johann Zarco        | Kalex       | 26      | 42:38.099     | 1        | 25     |
| 2       | 1   | Esteve Rabat        | Kalex       | 26      | +3.850        | 3        | 20     |
| 3       | 30  | Takaaki Nakagami    | Kalex       | 26      | +5.388        | 8        | 16     |
| 4       | 3   | Simone Corsi        | Kalex       | 26      | +7.058        | 4        | 13     |
| 5       | 60  | Julián Simón        | Speed Up    | 26      | +9.225        | 10       | 11     |
| 6       | 94  | Jonas Folger        | Kalex       | 26      | +10.466       | 9        | 10     |
| 7       | 7   | Lorenzo Baldassarri | Kalex       | 26      | +13.784       | 15       | 9      |
| 8       | 11  | Sandro Cortese      | Kalex       | 26      | +16.334       | 11       | 8      |
| 9       | 39  | Luis Salom          | Kalex       | 26      | +17.896       | 12       | 7      |
| 10      | 12  | Thomas Lüthi        | Kalex       | 26      | +18.353       | 13       | 6      |
| 11      | 49  | Axel Pons           | Kalex       | 26      | +24.029       | 14       | 5      |
| 12      | 19  | Xavier Siméon       | Kalex       | 26      | +27.609       | 20       | 4      |
| 13      | 25  | Azlan Shah          | Kalex       | 26      | +29.037       | 22       | 3      |
| 14      | 4   | Randy Krummenacher  | Kalex       | 26      | +32.140       | 16       | 2      |
| 15      | 95  | Anthony West        | Speed Up    | 26      | +33.312       | 21       | 1      |
| 16      | 54  | Mattia Pasini       | Kalex       | 26      | +36.315       | 24       |        |
| 17      | 23  | Marcel Schrötter    | Tech 3      | 26      | +37.245       | 19       |        |
| 18      | 55  | Hafizh Syahrin      | Kalex       | 26      | +43.947       | 6        |        |
| 19      | 96  | Louis Rossi         | Tech 3      | 26      | +43.986       | 30       |        |
| 20      | 10  | Thitipong Warokorn  | Kalex       | 26      | +52.354       | 31       |        |
| 21      | 9   | Luca Marini         | Kalex       | 26      | +1:01.171     | 26       |        |
| 22      | 66  | Florian Alt         | Suter       | 26      | +1:05.168     | 29       |        |
| 23      | 97  | Xavi Vierge         | Tech 3      | 25      | +1 vuelta     | 28       |        |
| 24      | 77  | Dominique Aegerter  | Kalex       | 23      | +3 vueltas    | 5        |        |
| Ret     | 64  | Federico Caricasulo | Kalex       | 18      | Caída         | 27       |        |
| Ret     | 22  | Sam Lowes           | Speed Up    | 17      | Guardabarros  | 7        |        |
| Ret     | 2   | Jesko Raffin        | Kalex       | 15      | Fallo motor   | 32       |        |
| Ret     | 73  | Álex Márquez        | Kalex       | 6       | Caída         | 17       |        |
| Ret     | 70  | Robin Mulhauser     | Kalex       | 5       | Fallo motor   | 25       |        |
| Ret     | 36  | Mika Kallio         | Kalex       | 2       | Caída         | 23       |        |
| Ret     | 88  | Ricard Cardús       | Suter       | 2       | Caída         | 18       |        |
| DSQ     | 40  | Álex Rins           | Kalex       | 22      | Bandera negra | 2        |        |
| Fuente: |     |                     |             |         |               |          |        |

### Resultados Moto3
| Pos.    | N.º | Piloto                 | Constructor | Vueltas | Tiempo          | Parrilla | Puntos |
| ------- | --- | ---------------------- | ----------- | ------- | --------------- | -------- | ------ |
| 1       | 33  | Enea Bastianini        | Honda       | 23      | 39:43.673       | 1        | 25     |
| 2       | 44  | Miguel Oliveira        | KTM         | 23      | +0.037          | 6        | 20     |
| 3       | 23  | Niccolò Antonelli      | Honda       | 23      | +0.345          | 4        | 16     |
| 4       | 5   | Romano Fenati          | KTM         | 23      | +0.584          | 5        | 13     |
| 5       | 41  | Brad Binder            | KTM         | 23      | +0.637          | 2        | 11     |
| 6       | 52  | Danny Kent             | Honda       | 23      | +8.000          | 3        | 10     |
| 7       | 10  | Alexis Masbou          | Honda       | 23      | +11.654         | 12       | 9      |
| 8       | 21  | Francesco Bagnaia      | Mahindra    | 23      | +11.776         | 11       | 8      |
| 9       | 32  | Isaac Viñales          | KTM         | 23      | +11.839         | 10       | 7      |
| 10      | 65  | Philipp Öttl           | KTM         | 23      | +11.973         | 9        | 6      |
| 11      | 48  | Lorenzo Dalla Porta    | Husqvarna   | 23      | +12.187         | 8        | 5      |
| 12      | 11  | Livio Loi              | Honda       | 23      | +12.214         | 20       | 4      |
| 13      | 16  | Andrea Migno           | KTM         | 23      | +12.532         | 21       | 3      |
| 14      | 29  | Stefano Manzi          | Mahindra    | 23      | +19.260         | 26       | 2      |
| 15      | 88  | Jorge Martín           | Mahindra    | 23      | +24.296         | 18       | 1      |
| 16      | 76  | Hiroki Ono             | Honda       | 23      | +25.724         | 13       |        |
| 17      | 84  | Jakub Kornfeil         | KTM         | 23      | +25.818         | 32       |        |
| 18      | 40  | Darryn Binder          | Mahindra    | 23      | +26.148         | 16       |        |
| 19      | 17  | John McPhee            | Honda       | 23      | +26.228         | 25       |        |
| 20      | 91  | Gabriel Rodrigo        | KTM         | 23      | +26.774         | 17       |        |
| 21      | 98  | Karel Hanika           | KTM         | 23      | +29.251         | 23       |        |
| 22      | 19  | Alessandro Tonucci     | Mahindra    | 23      | +34.186         | 29       |        |
| 23      | 12  | Matteo Ferrari         | Mahindra    | 23      | +35.384         | 28       |        |
| 24      | 6   | María Herrera          | Husqvarna   | 23      | +41.319         | 24       |        |
| 25      | 22  | Ana Carrasco           | KTM         | 23      | +56.219         | 30       |        |
| 26      | 90  | Adrián Gyutai          | TVR         | 22      | +1 vuelta       | 31       |        |
| Ret     | 58  | Juan Francisco Guevara | Mahindra    | 22      | Caída           | 15       |        |
| Ret     | 63  | Zulfahmi Khairuddin    | KTM         | 22      | Fallo motor     | 22       |        |
| Ret     | 24  | Tatsuki Suzuki         | Mahindra    | 15      | Fallo eléctrico | 19       |        |
| Ret     | 7   | Efrén Vázquez          | Honda       | 14      | Daño por Caída  | 7        |        |
| Ret     | 2   | Remy Gardner           | Mahindra    | 6       | Caída           | 27       |        |
| Ret     | 95  | Jules Danilo           | Honda       | 3       | Caída           | 14       |        |
| DNS     | 55  | Andrea Locatelli       | Honda       |         | No participó    |          |        |
| DNS     | 20  | Fabio Quartararo       | Honda       |         | No participó    |          |        |
| DNS     | 9   | Jorge Navarro          | Honda       |         | No participó    |          |        |
| Fuente: |     |                        |             |         |                 |          |        |